# Freddy González
Freddy González (Freddy González Fonten; * 7. Oktober 1977 in Cumaná) ist ein ehemaliger venezolanischer Mittel- und Langstreckenläufer.
1998 gewann er bei den Zentralamerika- und Karibikspielen Silber über 5000 m.
Bei den Crosslauf-Weltmeisterschaften 2000 in Vilamoura belegte er auf der Kurzstrecke den 53. Platz. 2001 holte er bei den Leichtathletik-Zentralamerika- und Karibikmeisterschaften Silber über 1500 m und Bronze über 5000 m und siegte bei den Juegos Bolivarianos über 1500 m. Im Jahr darauf folgte Silber bei den Zentralamerika- und Karibikspielen über 5000 m.
2003 belegte er bei den Crosslauf-WM in Avenches auf der Langstrecke den 46. Platz und wurde bei den Panamerikanischen Spielen in Santo Domingo Sechster über 5000 m.
2004 gewann er über 5000 m Silber bei den Iberoamerikanischen Meisterschaften und schied bei den Olympischen Spielen in Athen im Vorlauf aus.
Bei den Panamerikanischen Spielen 2007 in Rio de Janeiro wurde er Sechster über 5000 m und Achter über 10.000 m.

## Persönliche Bestzeiten
- 3000 m: 7:49,88 min, 19. Juli 2003, Madrid
- 5000 m: 13:22,30 min, 3. Juli 2004, Donostia-San Sebastián
- 10.000 m: 29:21,67 min, 23. Juni 2007, Bilbao